# Primera División B 2023 (Paraguay)
El campeonato de la Primera División B 2023 del fútbol paraguayo, fue la octogésima primera edición de un campeonato oficial de Tercera División, denominada actualmente Primera División B, organizado por la Asociación Paraguaya de Fútbol. En esta edición compiten 17 equipos.
El club Atlético Tembetary logró el ascenso en la fecha 32 y también se consagró campeón. Cristóbal Colón JAS se consagró subcampeón en la penúltima fecha, lo que le otorgó el derecho de disputar los partidos de repechaje contra el club 12 de Junio por el último cupo de ascenso a la División Intermedia. Ascenso que finalmente no pudo lograr al empatar sin goles en ambos partidos y caer por penales 4 - 5.
Al otro extremo los clubes Sportivo Iteño y Deportivo Humaitá descendieron en la fecha 32 del campeonato.

## Sistema de competición
El modo de disputa se mantendría al igual que en las temporadas precedentes el de todos contra todos a partidos de ida y vuelta, es decir a dos rondas compuestas por 17 jornadas cada una con localía recíproca. Se consagrará campeón el equipo que acumule la mayor cantidad de puntos al término de las 34 fechas.
En caso de paridad de puntos entre dos contendientes, se define el título en un partido extra. De existir más de dos en disputa, se resuelve según los siguientes parámetros:
1) saldo de goles;
2) mayor cantidad de goles marcados;
3) mayor cantidad de goles marcados en condición de visitante;
4) sorteo.

## Producto de la clasificación
- El torneo coronará al 81° campeón en la historia de la Tercera División.[2]
- El campeón del torneo, obtendrá directamente su ascenso a la Segunda División. El subcampeón tendrá derecho a disputar la tercera plaza de ascenso a Intermedia con el campeón de la Primera B Nacional.
- Los dos equipos que terminen en las últimas posiciones de la tabla de promedios descenderán a la Cuarta División.

## Ascensos y descensos
| Pos | Ascendidos a Segunda División |
| --- | ----------------------------- |
| 1.º | Deportivo Recoleta            |
| 2.º | 24 de Setiembre VP            |

| Pos | Descendidos a Primera División C |
| --- | -------------------------------- |
| 16º | General Caballero ZC             |
| 17º | Fulgencio Yegros                 |

| Pos  | Descendidos de la Segunda División |
| ---- | ---------------------------------- |
| 15.° | Sportivo Iteño                     |
| 16º  | River Plate                        |

| Pos | Ascendidos de la Primera División C |
| --- | ----------------------------------- |
| 1.º | Benjamín Aceval                     |
| 2.º | Deportivo Humaitá                   |

## Equipos participantes

### Localización
La mayoría de los clubes (9) se concentra en el departamento Central. En tanto que siete se encuentran a corta distancia en la capital del país y uno se encuentra en el Departamento de Presidente Hayes.
| Distrito capital/Departamento    | Cantidad | Equipos |
| -------------------------------- | -------- | --- |
| Departamento Central             | 9        | Deportivo Humaitá (Mariano Roque Alonso), Deportivo Capiatá (Capiatá), Olimpia (Itá), 29 de Setiembre (Luque), Sportivo Iteño (Itá), Cristóbal Colón (Julián Augusto Saldívar), Cristóbal Colón (Ñemby), Sportivo Limpeño (Limpio), General Díaz (Luque) |
| Asunción                         | 7        | 3 de Febrero, 3 de Noviembre, Atlántida, Presidente Hayes, Atlético Tembetary, River Plate, Silvio Pettirossi |
| Departamento de Presidente Hayes | 1        | Benjamín Aceval (Villa Hayes) |

### Información de equipos
Listado de los equipos que disputarán este torneo. El número de equipos participantes para esta temporada es de 17.
| Equipo                | Ciudad                  | Estadio                    | Capacidad | Fundación                |
| --------------------- | ----------------------- | -------------------------- | --------- | ------------------------ |
| River Plate           | Asunción                | Jardines del Kelito        | 6.500     | 15 de enero de 1911      |
| 29 de Setiembre       | Luque                   | Salustiano Zaracho         | 3.500     | 30 de abril de 1942      |
| 3 de Febrero          | Asunción                | 3 de Febrero               | 500       | 10 de marzo de 1949      |
| 3 de Noviembre        | Asunción                | Rubén Ramírez              | 1.500     | 15 de mayo de 1959       |
| Atlántida             | Asunción                | Flaviano Díaz              | 1.000     | 23 de diciembre de 1906  |
| Olimpia               | Itá                     | Manuel Gamarra             | 5.000     | 8 de marzo de 1921       |
| Deportivo Capiatá     | Capiatá                 | Lic. Erico Galeano Segovia | 15.000    | 4 de septiembre de 2008  |
| Sportivo Iteño        | Itá                     | Salvador Morga             | 4.500     | 1 de junio de 1924       |
| Cristóbal Colón (JAS) | Julián Augusto Saldívar | Herminio Ricardo           | 3.000     | 12 de octubre de 1913    |
| Cristóbal Colón (Ñ)   | Ñemby                   | Pablo Patricio Bogarín     | 2.500     | 12 de octubre de 1925    |
| Atlético Tembetary    | Asunción                | Complejo Tembetary         | 500       | 3 de agosto de 1912      |
| Sportivo Limpeño      | Limpio                  | Optaciano Gómez            | 1.800     | 16 de julio de 1914      |
| Presidente Hayes      | Asunción                | Félix Cabrera              | 5.000     | 8 de noviembre de 1907   |
| Deportivo Humaitá     | Mariano Roque Alonso    | Pioneros de Corumba Cué    | 7.000     | 19 de febrero de 1932    |
| General Díaz          | Luque                   | General Adrián Jara        | 4.000     | 22 de septiembre de 1917 |
| Benjamín Aceval       | Villa Hayes             | Isidro Roussillón          | 5.000     | 6 de junio de 1918       |
| Silvio Pettirossi     | Asunción                | Bernabé Pedrozo            | 4.000     | 11 de marzo de 1926      |

## Clasificación
| Pos. | Equipo                    | Pts. | PJ | G  | E  | P  | GF | GC | Dif. |  |
| ---- | ------------------------- | ---- | -- | -- | -- | -- | -- | -- | ---- |  |
| 1    | Atlético Tembetary (A, C) | 68   | 32 | 21 | 5  | 6  | 63 | 34 | +29  |  |
| 2    | Cristóbal Colón (JAS)     | 67   | 32 | 20 | 7  | 5  | 60 | 25 | +35  |  |
| 3    | River Plate               | 60   | 32 | 17 | 9  | 6  | 52 | 36 | +16  |  |
| 4    | Benjamín Aceval           | 59   | 32 | 17 | 8  | 7  | 71 | 32 | +39  |  |
| 5    | General Díaz              | 50   | 32 | 15 | 5  | 12 | 49 | 50 | −1   |  |
| 6    | Silvio Pettirossi         | 48   | 32 | 13 | 9  | 10 | 52 | 55 | −3   |  |
| 7    | 3 de Noviembre            | 47   | 32 | 13 | 8  | 11 | 62 | 56 | +6   |  |
| 8    | Deportivo Capiatá         | 45   | 32 | 13 | 6  | 13 | 36 | 42 | −6   |  |
| 9    | Olimpia (Itá)             | 42   | 32 | 12 | 6  | 14 | 54 | 52 | +2   |  |
| 10   | Sportivo Limpeño          | 41   | 32 | 11 | 8  | 13 | 47 | 46 | +1   |  |
| 11   | Atlántida                 | 40   | 32 | 9  | 13 | 10 | 41 | 38 | +3   |  |
| 12   | 3 de Febrero FBC          | 38   | 32 | 10 | 8  | 14 | 40 | 52 | −12  |  |
| 13   | Presidente Hayes          | 35   | 32 | 8  | 11 | 13 | 38 | 48 | −10  |  |
| 14   | Cristóbal Colón (Ñ)       | 31   | 32 | 8  | 7  | 17 | 44 | 72 | −28  |  |
| 15   | Sportivo Iteño (D)        | 29   | 32 | 7  | 8  | 17 | 41 | 60 | −19  |  |
| 16   | Deportivo Humaitá (D)     | 26   | 32 | 7  | 5  | 20 | 35 | 57 | −22  |  |
| 17   | 29 de Setiembre           | 26   | 32 | 7  | 5  | 20 | 25 | 55 | −30  |  |

Actualizado a los partidos jugados el 5 de noviembre de 2023.
 Fuente: APF
| Campeón | Ascendido a Segunda División. |

| Subcampeón | Jugará repechaje por ascenso a Segunda División. |

## Evolución de la clasificación
| Equipo \ Jornada    | 01 | 02 | 03 | 04  | 05  | 06  | 07 | 08  | 09 | 10 | 11 | 12  | 13   | 14 | 15 | 16 | 17 | 18 | 19 | 20 | 21 | 22 | 23 | 24 | 25 | 26 | 27 | 28 | 29 | 30 | 31 | 32 | 33 | 34 |
| ------------------- | -- | -- | -- | --- | --- | --- | -- | --- | -- | -- | -- | --- | ---- | -- | -- | -- | -- | -- | -- | -- | -- | -- | -- | -- | -- | -- | -- | -- | -- | -- | -- | -- | -- | -- |
| Deportivo Capiatá   | 6  | 4  | 9  | 10  | 13  | 6   | 9  | 9   | 11 | 7  | 7  | 9*  | 10** | 8* | 8  | 5  | 7  | 8  | 7  | 8  | 6  | 5  | 6  | 6  | 6  | 7  | 6  | 8  | 8  | 7  | 6  | 7  | 7  | 8  |
| General Díaz        | 5  | 1  | 1  | 1   | 1   | 3   | 4  | 4   | 4  | 3  | 4  | 3   | 4    | 4  | 4  | 4  | 3  | 3  | 3  | 3  | 3  | 3  | 3  | 4  | 4  | 4  | 4  | 4  | 4  | 4  | 5  | 5  | 5  | 5  |
| Atlético Tembetary  | 2  | 6  | 3  | 4   | 3   | 2   | 2  | 3*  | 1  | 1  | 1  | 1*  | 1*   | 1  | 1  | 2  | 2  | 2  | 2  | 2  | 2  | 1  | 2  | 2  | 2  | 2  | 2  | 2  | 1  | 1  | 1  | 1  | 1  | 1  |
| Cristóbal Colón JAS | 4  | 3  | 2  | 2   | 2   | 1   | 1  | 1   | 3  | 2  | 3  | 4*  | 2*   | 3  | 3  | 3  | 1  | 1  | 1  | 1  | 1  | 2  | 1  | 1  | 1  | 1  | 1  | 1  | 2  | 2  | 2  | 2  | 2  | 2  |
| Presidente Hayes    | 15 | 15 | 17 | 17* | 17* | 17* | 14 | 10  | 12 | 13 | 12 | 10  | 8    | 10 | 10 | 10 | 11 | 11 | 11 | 12 | 12 | 12 | 12 | 12 | 11 | 11 | 12 | 12 | 12 | 12 | 13 | 13 | 13 | 13 |
| Olimpia (Itá)       | 3  | 7  | 10 | 5   | 8   | 5   | 8  | 7   | 10 | 12 | 9  | 11  | 11   | 11 | 11 | 9  | 10 | 10 | 10 | 9  | 10 | 9  | 7  | 7  | 9  | 9  | 10 | 9  | 10 | 11 | 9  | 10 | 11 | 9  |
| 29 de Setiembre     | 7  | 5  | 8  | 3   | 6   | 11  | 13 | 14  | 14 | 11 | 13 | 13* | 14*  | 15 | 14 | 14 | 14 | 14 | 15 | 15 | 13 | 14 | 15 | 15 | 15 | 14 | 14 | 14 | 15 | 17 | 15 | 15 | 16 | 17 |
| Cristóbal Colón (Ñ) | 11 | 14 | 7  | 11  | 5   | 8   | 11 | 12  | 9  | 10 | 11 | 12* | 13*  | 13 | 13 | 13 | 13 | 13 | 13 | 14 | 15 | 15 | 14 | 14 | 14 | 15 | 15 | 15 | 14 | 14 | 16 | 14 | 15 | 14 |
| Silvio Pettirossi   | 10 | 8  | 12 | 13  | 15  | 14  | 16 | 15  | 16 | 14 | 14 | 14* | 12*  | 9  | 9  | 11 | 9  | 7  | 6  | 5  | 7  | 7  | 8  | 8  | 8  | 6  | 5  | 7  | 6  | 6  | 7  | 6  | 6  | 6  |
| Sportivo Limpeño    | 14 | 9  | 4  | 6*  | 9*  | 9*  | 5  | 5   | 5  | 6  | 6  | 7   | 7    | 7  | 7  | 8  | 6  | 6  | 9  | 10 | 9  | 10 | 10 | 10 | 10 | 10 | 9  | 11 | 9  | 8  | 10 | 9  | 9  | 10 |
| River Plate         | 13 | 17 | 13 | 8   | 4   | 4   | 3  | 2   | 2  | 4  | 2  | 2*  | 3*   | 2  | 2  | 1  | 4  | 4  | 4  | 4  | 4  | 4  | 4  | 3  | 3  | 3  | 3  | 3  | 3  | 3  | 3  | 3  | 3  | 3  |
| Sportivo Iteño      | 12 | 16 | 11 | 12  | 14  | 15  | 15 | 16  | 15 | 16 | 16 | 16* | 17*  | 17 | 17 | 17 | 17 | 17 | 17 | 17 | 17 | 16 | 17 | 17 | 17 | 17 | 17 | 17 | 17 | 16 | 14 | 16 | 14 | 15 |
| Atlántida           | 9  | 13 | 16 | 16  | 11  | 12  | 6  | 6   | 8  | 9  | 10 | 8*  | 9*   | 12 | 12 | 12 | 12 | 12 | 12 | 11 | 11 | 11 | 11 | 11 | 12 | 12 | 11 | 10 | 11 | 10 | 11 | 11 | 10 | 11 |
| 3 de Noviembre      | 17 | 12 | 15 | 15  | 12  | 13  | 7  | 8   | 6  | 5  | 5  | 5*  | 6**  | 6* | 5  | 6  | 8  | 9  | 8  | 7  | 5  | 6  | 5  | 5  | 5  | 5  | 8  | 6  | 7  | 9  | 8  | 8  | 8  | 7  |
| 3 de Febrero FBC    | 8  | 11 | 14 | 14  | 16  | 16  | 17 | 17* | 17 | 17 | 17 | 17* | 16*  | 16 | 16 | 16 | 16 | 15 | 14 | 13 | 14 | 13 | 13 | 13 | 13 | 13 | 13 | 13 | 13 | 13 | 12 | 12 | 12 | 12 |
| Benjamín Aceval     | 1  | 2  | 6  | 9   | 7   | 7   | 10 | 11  | 7  | 8  | 8  | 6   | 5    | 5  | 6  | 7  | 5  | 5  | 5  | 6  | 8  | 8  | 9  | 9  | 7  | 8  | 7  | 5  | 5  | 5  | 4  | 4  | 4  | 4  |
| Deportivo Humaitá   | 16 | 10 | 5  | 7   | 10  | 10  | 12 | 13  | 13 | 15 | 15 | 15  | 15   | 14 | 15 | 15 | 15 | 16 | 16 | 16 | 16 | 17 | 16 | 16 | 16 | 16 | 16 | 16 | 16 | 15 | 17 | 17 | 17 | 16 |

Notas:
* Indica la posición del equipo con un partido pendiente.
** Indica la posición del equipo con dos partidos pendientes.
| Campeón | Ascendido a Segunda División. |

| Subcampeón | Jugará repechaje por ascenso a Segunda División. |

## Fixture
- Los horarios son correspondientes a la hora local de verano (UTC-3) y horario estándar (UTC-4), Asunción, Paraguay.

### Primera vuelta
| Fecha 1               | Fecha 1   | Fecha 1           | Fecha 1                 | Fecha 1     | Fecha 1 |
| Local                 | Resultado | Visitante         | Estadio                 | Día         | Hora    |
| --------------------- | --------- | ----------------- | ----------------------- | ----------- | ------- |
| Atlético Tembetary    | 3 - 0     | Presidente Hayes  | Complejo Tembetary      | 8 de abril  | 15:00   |
| Deportivo Capiatá     | 3 - 2     | Silvio Pettirossi | Erico Galeano           | 9 de abril  | 10:00   |
| Cristóbal Colón JAS   | 3 - 1     | Sportivo Limpeño  | Herminio Ricardo        | 9 de abril  | 15:00   |
| Deportivo Humaitá     | 0 - 5     | Benjamín Aceval   | Pioneros de Corumba Cué | 9 de abril  | 15:00   |
| Sportivo Iteño        | 1 - 2     | 29 de Setiembre   | Salvador Morga          | 9 de abril  | 15:00   |
| Cristóbal Colón (Ñ)   | 2 - 3     | General Díaz      | Parque Fulgencio Yegros | 9 de abril  | 15:00   |
| Atlántida             | 1 - 1     | 3 de Febrero FBC  | Juan B. Ruiz Díaz       | 9 de abril  | 15:00   |
| River Plate           | 2 - 4     | Olimpia (Itá)     | Jardines del Kelito     | 10 de abril | 10:00   |
| Libre: 3 de Noviembre |           |                   |                         |             |         |

| Fecha 2           | Fecha 2   | Fecha 2             | Fecha 2                      | Fecha 2     | Fecha 2 |
| Local             | Resultado | Visitante           | Estadio                      | Día         | Hora    |
| ----------------- | --------- | ------------------- | ---------------------------- | ----------- | ------- |
| Sportivo Limpeño  | 1 - 0     | Atlético Tembetary  | Optaciano Gómez              | 15 de abril | 10:00   |
| Presidente Hayes  | 2 - 2     | 3 de Noviembre      | Coronel Félix Cabrera        | 15 de abril | 15:00   |
| Silvio Pettirossi | 2 - 0     | River Plate         | Bernabé Pedrozo              | 15 de abril | 15:00   |
| 3 de Febrero FBC  | 2 - 2     | Cristóbal Colón (Ñ) | Jardines del Kelito          | 15 de abril | 15:00   |
| General Díaz      | 2 - 1     | Sportivo Iteño      | General Adrián Jara          | 15 de abril | 15:00   |
| 29 de Setiembre   | 1 - 1     | Deportivo Capiatá   | Salustiano Zaracho           | 16 de abril | 15:00   |
| Olimpia (Itá)     | 2 - 3     | Deportivo Humaitá   | Presbítero Manuel Gamarra    | 16 de abril | 15:00   |
| Benjamín Aceval   | 1 - 1     | Cristóbal Colón JAS | Isidro Roussillón Pascottini | 17 de abril | 10:00   |
| Libre: Atlántida  |           |                     |                              |             |         |

| Fecha 3                 | Fecha 3   | Fecha 3           | Fecha 3                 | Fecha 3     | Fecha 3 |
| Local                   | Resultado | Visitante         | Estadio                 | Día         | Hora    |
| ----------------------- | --------- | ----------------- | ----------------------- | ----------- | ------- |
| Atlético Tembetary      | 2 - 1     | Benjamín Aceval   | Complejo Tembetary      | 22 de abril | 10:00   |
| River Plate             | 1 - 0     | 29 de Setiembre   | Jardines del Kelito     | 22 de abril | 15:00   |
| Cristóbal Colón (Ñ)     | 2 - 1     | Atlántida         | Jardines del Kelito     | 23 de abril | 15:00   |
| 3 de Noviembre          | 3 - 4     | Sportivo Limpeño  | Dr. Rubén Ramírez       | 23 de abril | 15:00   |
| Cristóbal Colón JAS     | 1 - 0     | Olimpia (Itá)     | Herminio Ricardo        | 23 de abril | 15:00   |
| Deportivo Humaitá       | 3 - 0     | Silvio Pettirossi | Pioneros de Corumba Cué | 23 de abril | 15:00   |
| Sportivo Iteño          | 2 - 0     | 3 de Febrero FBC  | Salvador Morga          | 23 de abril | 15:00   |
| Deportivo Capiatá       | 0 - 2     | General Díaz      | Erico Galeano           | 24 de abril | 10:00   |
| Libre: Presidente Hayes |           |                   |                         |             |         |

| Fecha 4                    | Fecha 4   | Fecha 4             | Fecha 4                      | Fecha 4     | Fecha 4 |
| Local                      | Resultado | Visitante           | Estadio                      | Día         | Hora    |
| -------------------------- | --------- | ------------------- | ---------------------------- | ----------- | ------- |
| Olimpia (Itá)              | 2 - 1     | Atlético Tembetary  | Presbítero Manuel Gamarra    | 28 de abril | 10:00   |
| Benjamín Aceval            | 3 - 3     | 3 de Noviembre      | Isidro Roussillón Pascottini | 28 de abril | 18:00   |
| Atlántida                  | 1 - 1     | Sportivo Iteño      | Juan B. Ruiz Díaz            | 29 de abril | 15:00   |
| 3 de Febrero FBC           | 2 - 2     | Deportivo Capiatá   | 3 de Febrero                 | 29 de abril | 15:00   |
| Silvio Pettirossi          | 1 - 1     | Cristóbal Colón JAS | Bernabé Pedrozo              | 29 de abril | 15:00   |
| 29 de Setiembre            | 1 - 0     | Deportivo Humaitá   | Salustiano Zaracho           | 1 de mayo   | 10:00   |
| General Díaz               | 1 - 2     | River Plate         | General Adrián Jara          | 1 de mayo   | 15:00   |
| Sportivo Limpeño           | 1 - 1     | Presidente Hayes    | Optaciano Gómez Rivas        | 18 de mayo  | 15:00   |
| Libre: Cristóbal Colón (Ñ) |           |                     |                              |             |         |

| Fecha 5                 | Fecha 5   | Fecha 5             | Fecha 5                 | Fecha 5   | Fecha 5 |
| Local                   | Resultado | Visitante           | Estadio                 | Día       | Hora    |
| ----------------------- | --------- | ------------------- | ----------------------- | --------- | ------- |
| 3 de Noviembre          | 5 - 4     | Olimpia (Itá)       | Dr. Rubén Ramírez       | 6 de mayo | 15:00   |
| River Plate             | 2 - 1     | 3 de Febrero FBC    | Jardines del Kelito     | 6 de mayo | 15:00   |
| Presidente Hayes        | 0 - 0     | Benjamín Aceval     | Coronel Félix Cabrera   | 7 de mayo | 10:00   |
| Deportivo Capiatá       | 0 - 2     | Atlántida           | Erico Galeano           | 7 de mayo | 15:00   |
| Cristóbal Colón JAS     | 3 - 1     | 29 de Setiembre     | Herminio Ricardo        | 7 de mayo | 15:00   |
| Deportivo Humaitá       | 1 - 2     | General Díaz        | Pioneros de Corumba Cué | 7 de mayo | 15:00   |
| Sportivo Iteño          | 1 - 3     | Cristóbal Colón (Ñ) | Salvador Morga          | 7 de mayo | 15:00   |
| Atlético Tembetary      | 3 - 2     | Silvio Pettirossi   | Ricardo Gregor          | 8 de mayo | 10:00   |
| Libre: Sportivo Limpeño |           |                     |                         |           |         |

| Fecha 6               | Fecha 6   | Fecha 6             | Fecha 6                      | Fecha 6    | Fecha 6 |
| Local                 | Resultado | Visitante           | Estadio                      | Día        | Hora    |
| --------------------- | --------- | ------------------- | ---------------------------- | ---------- | ------- |
| Cristóbal Colón (Ñ)   | 2 - 3     | Deportivo Capiatá   | Pablo Patricio Bogarín       | 10 de mayo | 15:00   |
| Atlántida             | 1 - 1     | River Plate         | Juan B. Ruiz Díaz            | 10 de mayo | 15:00   |
| 3 de Febrero FBC      | 2 - 2     | Deportivo Humaitá   | 3 de Febrero                 | 10 de mayo | 15:00   |
| General Díaz          | 2 - 4     | Cristóbal Colón JAS | General Adrián Jara          | 10 de mayo | 15:00   |
| Olimpia (Itá)         | 3 - 1     | Presidente Hayes    | Presbítero Manuel Gamarra    | 10 de mayo | 15:00   |
| Benjamín Aceval       | 1 - 1     | Sportivo Limpeño    | Isidro Roussillón Pascottini | 10 de mayo | 18:00   |
| Silvio Pettirossi     | 2 - 2     | 3 de Noviembre      | Bernabé Pedrozo              | 11 de mayo | 15:00   |
| 29 de Setiembre       | 1 - 3     | Atlético Tembetary  | Salustiano Zaracho           | 11 de mayo | 15:00   |
| Libre: Sportivo Iteño |           |                     |                              |            |         |

| Fecha 7                | Fecha 7   | Fecha 7             | Fecha 7                                             | Fecha 7    | Fecha 7 |
| Local                  | Resultado | Visitante           | Estadio                                             | Día        | Hora    |
| ---------------------- | --------- | ------------------- | --------------------------------------------------- | ---------- | ------- |
| Presidente Hayes       | 1 - 0     | Silvio Pettirossi   | Coronel Félix Cabrera                               | 14 de mayo | 10:00   |
| Atlético Tembetary     | 2 - 1     | General Díaz        | Complejo Tembetary                                  | 14 de mayo | 15:00   |
| 3 de Noviembre         | 3 - 1     | 29 de Setiembre     | Dr. Rubén Ramírez                                   | 14 de mayo | 15:00   |
| Deportivo Capiatá      | 1 - 1     | Sportivo Iteño      | Erico Galeano                                       | 14 de mayo | 15:00   |
| Cristóbal Colón JAS    | 2 - 1     | 3 de Febrero FBC    | Herminio Ricardo                                    | 14 de mayo | 15:00   |
| Deportivo Humaitá      | 0 - 2     | Atlántida           | Pioneros de Corumba Cué                             | 14 de mayo | 15:00   |
| River Plate            | 2 - 1     | Cristóbal Colón (Ñ) | Jardines del Kelito                                 | 14 de mayo | 15:00   |
| Sportivo Limpeño       | 4 - 1     | Olimpia (Itá)       | Centro de Alto Rendimeinto de Divisiones Formativas | 15 de mayo | 15:00   |
| Libre: Benjamín Aceval |           |                     |                                                     |            |         |

| Fecha 8                  | Fecha 8   | Fecha 8             | Fecha 8                   | Fecha 8    | Fecha 8 |
| Local                    | Resultado | Visitante           | Estadio                   | Día        | Hora    |
| ------------------------ | --------- | ------------------- | ------------------------- | ---------- | ------- |
| General Díaz             | 1 - 0     | 3 de Noviembre      | General Adrián Jara       | 19 de mayo | 10:00   |
| Cristóbal Colón (Ñ)      | 3 - 3     | Deportivo Humaitá   | Pablo Patricio Bogarín    | 20 de mayo | 15:00   |
| Atlántida                | 1 - 1     | Cristóbal Colón JAS | Juan B. Ruiz Díaz         | 20 de mayo | 15:00   |
| 29 de Setiembre          | 1 - 3     | Presidente Hayes    | Salustiano Zaracho        | 21 de mayo | 10:00   |
| Sportivo Iteño           | 1 - 3     | River Plate         | Salvador Morga            | 21 de mayo | 15:00   |
| Olimpia (Itá)            | 2 - 2     | Benjamín Aceval     | Presbítero Manuel Gamarra | 21 de mayo | 15:00   |
| Silvio Pettirossi        | 0 - 0     | Sportivo Limpeño    | Bernabé Pedrozo           | 23 de mayo | 15:00   |
| 3 de Febrero FBC         | 2 - 6     | Atlético Tembetary  | 3 de Febrero              | 31 de mayo | 15:00   |
| Libre: Deportivo Capiatá |           |                     |                           |            |         |

| Fecha 9              | Fecha 9   | Fecha 9             | Fecha 9                      | Fecha 9    | Fecha 9 |
| Local                | Resultado | Visitante           | Estadio                      | Día        | Hora    |
| -------------------- | --------- | ------------------- | ---------------------------- | ---------- | ------- |
| Benjamín Aceval      | 3 - 1     | Silvio Pettirossi   | Isidro Roussillón Pascottini | 26 de mayo | 10:00   |
| Sportivo Limpeño     | 0 - 0     | 29 de Setiembre     | Optaciano Gómez Rivas        | 27 de mayo | 10:00   |
| 3 de Noviembre       | 1 - 0     | 3 de Febrero FBC    | Dr. Rubén Ramírez            | 27 de mayo | 15:00   |
| Atlético Tembetary   | 0 - 0     | Atlántida           | Complejo Tembetary           | 27 de mayo | 15:00   |
| River Plate          | 1 - 0     | Deportivo Capiatá   | Jardines del Kelito          | 27 de mayo | 15:00   |
| Presidente Hayes     | 2 - 3     | General Díaz        | Coronel Félix Cabrera        | 28 de mayo | 10:00   |
| Cristóbal Colón JAS  | 0 - 1     | Cristóbal Colón (Ñ) | Herminio Ricardo             | 28 de mayo | 15:00   |
| Deportivo Humaitá    | 2 - 2     | Sportivo Iteño      | Pioneros de Corumba Cué      | 28 de mayo | 15:00   |
| Libre: Olimpia (Itá) |           |                     |                              |            |         |

| Fecha 10            | Fecha 10  | Fecha 10            | Fecha 10            | Fecha 10   | Fecha 10 |
| Local               | Resultado | Visitante           | Estadio             | Día        | Hora     |
| ------------------- | --------- | ------------------- | ------------------- | ---------- | -------- |
| Atlántida           | 0 - 2     | 3 de Noviembre      | Juan B. Ruiz Díaz   | 3 de junio | 15:00    |
| Silvio Pettirossi   | 2 - 0     | Olimpia (Itá)       | Bernabé Pedrozo     | 3 de junio | 15:00    |
| General Díaz        | 2 - 1     | Sportivo Limpeño    | General Adrián Jara | 3 de junio | 15:30    |
| Deportivo Capiatá   | 1 - 0     | Deportivo Humaitá   | Erico Galeano       | 4 de junio | 15:00    |
| Sportivo Iteño      | 1 - 3     | Cristóbal Colón JAS | Salvador Morga      | 4 de junio | 15:00    |
| 3 de Febrero FBC    | 0 - 0     | Presidente Hayes    | 3 de Febrero        | 4 de junio | 15:00    |
| 29 de Setiembre     | 2 - 1     | Benjamín Aceval     | Salustiano Zaracho  | 4 de junio | 15:00    |
| Cristóbal Colón (Ñ) | 0 - 3     | Atlético Tembetary  | Jardines del Kelito | 5 de junio | 10:00    |
| Libre: River Plate  |           |                     |                     |            |          |

| Fecha 11                 | Fecha 11  | Fecha 11            | Fecha 11                     | Fecha 11    | Fecha 11 |
| Local                    | Resultado | Visitante           | Estadio                      | Día         | Hora     |
| ------------------------ | --------- | ------------------- | ---------------------------- | ----------- | -------- |
| Olimpia (Itá)            | 2 - 1     | 29 de Setiembre     | Presbítero Manuel Gamarra    | 9 de junio  | 10:00    |
| 3 de Noviembre           | 3 - 2     | Cristóbal Colón (Ñ) | Dr. Rubén Ramírez            | 10 de junio | 10:00    |
| Atlético Tembetary       | 2 - 1     | Sportivo Iteño      | Complejo Tembetary           | 10 de junio | 15:00    |
| Presidente Hayes         | 2 - 2     | Atlántida           | Coronel Félix Cabrera        | 11 de junio | 10:00    |
| Benjamín Aceval          | 2 - 0     | General Díaz        | Isidro Roussillón Pascottini | 11 de junio | 15:00    |
| Sportivo Limpeño         | 4 - 1     | 3 de Febrero FBC    | Optaciano Gómez Rivas        | 11 de junio | 15:00    |
| Deportivo Humaitá        | 1 - 2     | River Plate         | Pioneros de Corumba Cué      | 11 de junio | 15:00    |
| Cristóbal Colón JAS      | 1 - 2     | Deportivo Capiatá   | Herminio Ricardo             | 12 de junio | 10:00    |
| Libre: Silvio Pettirossi |           |                     |                              |             |          |

| Fecha 12                 | Fecha 12  | Fecha 12            | Fecha 12                | Fecha 12    | Fecha 12 |
| Local                    | Resultado | Visitante           | Estadio                 | Día         | Hora     |
| ------------------------ | --------- | ------------------- | ----------------------- | ----------- | -------- |
| Cristóbal Colón (Ñ)      | 2 - 4     | Presidente Hayes    | Parque Fulgencio Yegros | 14 de junio | 15:00    |
| Atlántida                | 4 - 2     | Sportivo Limpeño    | Juan B. Ruiz Díaz       | 14 de junio | 15:00    |
| 3 de Febrero FBC         | 0 - 1     | Benjamín Aceval     | 3 de Febrero            | 14 de junio | 15:00    |
| General Díaz             | 1 - 1     | Olimpia (Itá)       | Emiliano Ghezzi         | 14 de junio | 15:00    |
| River Plate              | 0 - 0     | Cristóbal Colón JAS | Jardines del Kelito     | 21 de junio | 15:00    |
| Sportivo Iteño           | 0 - 4     | 3 de Noviembre      | Salvador Morga          | 28 de junio | 15:00    |
| 29 de Setiembre          | 1 - 3     | Silvio Pettirossi   | Salustiano Zaracho      | 28 de junio | 15:00    |
| Deportivo Capiatá        | 0 - 0     | Atlético Tembetary  | Erico Galeano           | 28 de junio | 15:00    |
| Libre: Deportivo Humaitá |           |                     |                         |             |          |

| Fecha 13               | Fecha 13  | Fecha 13            | Fecha 13                     | Fecha 13    | Fecha 13 |
| Local                  | Resultado | Visitante           | Estadio                      | Día         | Hora     |
| ---------------------- | --------- | ------------------- | ---------------------------- | ----------- | -------- |
| Atlético Tembetary     | 1 - 1     | River Plate         | Complejo Tembetary           | 17 de junio | 15:00    |
| Cristóbal Colón JAS    | 3 - 0     | Deportivo Humaitá   | Herminio Ricardo             | 17 de junio | 15:00    |
| Sportivo Limpeño       | 0 - 0     | Cristóbal Colón (Ñ) | Optaciano Gómez Rivas        | 17 de junio | 15:00    |
| Silvio Pettirossi      | 2 - 1     | General Díaz        | Bernabé Pedrozo              | 18 de junio | 15:00    |
| Olimpia (Itá)          | 1 - 2     | 3 de Febrero FBC    | Presbítero Manuel Gamarra    | 18 de junio | 15:00    |
| Benjamín Aceval        | 2 - 0     | Atlántida           | Isidro Roussillón Pascottini | 18 de junio | 15:00    |
| Presidente Hayes       | 4 - 2     | Sportivo Iteño      | Jardines del Kelito          | 19 de junio | 10:00    |
| 3 de Noviembre         | 1 - 4     | Deportivo Capiatá   | Dr. Rubén Ramírez            | 5 de julio  | 15:00    |
| Libre: 29 de Setiembre |           |                     |                              |             |          |

| Fecha 14                   | Fecha 14  | Fecha 14           | Fecha 14                  | Fecha 14    | Fecha 14 |
| Local                      | Resultado | Visitante          | Estadio                   | Día         | Hora     |
| -------------------------- | --------- | ------------------ | ------------------------- | ----------- | -------- |
| Atlántida                  | 1 - 2     | Olimpia (Itá)      | Juan B. Ruiz Díaz         | 23 de junio | 10:00    |
| General Díaz               | 3 - 2     | 29 de Setiembre    | Profesor Luciano Zacarías | 24 de junio | 10:00    |
| 3 de Febrero FBC           | 1 - 2     | Silvio Pettirossi  | 3 de Febrero              | 24 de junio | 15:00    |
| Sportivo Iteño             | 1 - 3     | Sportivo Limpeño   | Salvador Morga            | 24 de junio | 15:00    |
| Deportivo Humaitá          | 2 - 1     | Atlético Tembetary | Pioneros de Corumba Cué   | 24 de junio | 15:00    |
| River Plate                | 1 - 0     | 3 de Noviembre     | Jardines del Kelito       | 24 de junio | 15:00    |
| Deportivo Capiatá          | 1 - 0     | Presidente Hayes   | Erico Galeano             | 24 de junio | 17:00    |
| Cristóbal Colón (Ñ)        | 2 - 3     | Benjamín Aceval    | Pablo Patricio Bogarín    | 25 de junio | 15:00    |
| Libre: Cristóbal Colón JAS |           |                    |                           |             |          |

| Fecha 15            | Fecha 15  | Fecha 15            | Fecha 15                     | Fecha 15   | Fecha 15 |
| Local               | Resultado | Visitante           | Estadio                      | Día        | Hora     |
| ------------------- | --------- | ------------------- | ---------------------------- | ---------- | -------- |
| Sportivo Limpeño    | 3 - 2     | Deportivo Capiatá   | Optaciano Gómez Rivas        | 1 de julio | 15:00    |
| 29 de Setiembre     | 0 - 0     | 3 de Febrero FBC    | Salustiano Zaracho           | 2 de julio | 15:00    |
| Olimpia (Itá)       | 1 - 1     | Cristóbal Colón (Ñ) | Presbítero Manuel Gamarra    | 2 de julio | 15:00    |
| Benjamín Aceval     | 1 - 2     | Sportivo Iteño      | Isidro Roussillón Pascottini | 2 de julio | 15:00    |
| Atlético Tembetary  | 2 - 1     | Cristóbal Colón JAS | Complejo Tembetary           | 2 de julio | 15:00    |
| Presidente Hayes    | 1 - 1     | River Plate         | Coronel Félix Cabrera        | 2 de julio | 15:00    |
| 3 de Noviembre      | 3 - 1     | Deportivo Humaitá   | Dr. Rubén Ramírez            | 2 de julio | 15:00    |
| Silvio Pettirossi   | 1 - 1     | Atlántida           | Jardines del Kelito          | 3 de julio | 10:00    |
| Libre: General Díaz |           |                     |                              |            |          |

| Fecha 16                  | Fecha 16  | Fecha 16          | Fecha 16                | Fecha 16    | Fecha 16 |
| Local                     | Resultado | Visitante         | Estadio                 | Día         | Hora     |
| ------------------------- | --------- | ----------------- | ----------------------- | ----------- | -------- |
| Atlántida                 | 1 - 0     | 29 de Setiembre   | Juan B. Ruiz Díaz       | 8 de julio  | 10:00    |
| River Plate               | 2 - 1     | Sportivo Limpeño  | Jardines del Kelito     | 8 de julio  | 15:00    |
| Deportivo Capiatá         | 1 - 0     | Benjamín Aceval   | Erico Galeano           | 9 de julio  | 10:00    |
| Sportivo Iteño            | 0 - 3     | Olimpia (Itá)     | Salvador Morga          | 9 de julio  | 10:00    |
| 3 de Febrero FBC          | 1 - 2     | General Díaz      | 3 de Febrero            | 9 de julio  | 15:00    |
| Deportivo Humaitá         | 0 - 1     | Presidente Hayes  | Pioneros de Corumba Cué | 9 de julio  | 15:00    |
| Cristóbal Colón (Ñ)       | 2 - 2     | Silvio Pettirossi | Pablo Patricio Bogarín  | 9 de julio  | 15:00    |
| Cristóbal Colón JAS       | 6 - 2     | 3 de Noviembre    | Herminio Ricardo        | 10 de julio | 10:00    |
| Libre: Atlético Tembetary |           |                   |                         |             |          |

| Fecha 17                | Fecha 17  | Fecha 17            | Fecha 17                     | Fecha 17    | Fecha 17 |
| Local                   | Resultado | Visitante           | Estadio                      | Día         | Hora     |
| ----------------------- | --------- | ------------------- | ---------------------------- | ----------- | -------- |
| Sportivo Limpeño        | 2 - 1     | Deportivo Humaitá   | Optaciano Gómez Rivas        | 14 de julio | 15:00    |
| General Díaz            | 2 - 0     | Atlántida           | General Adrián Jara          | 15 de julio | 15:30    |
| Benjamín Aceval         | 1 - 0     | River Plate         | Isidro Roussillón Pascottini | 15 de julio | 16:30    |
| Olimpia (Itá)           | 1 - 1     | Deportivo Capiatá   | Presbítero Manuel Gamarra    | 16 de julio | 10:00    |
| Silvio Pettirossi       | 4 - 1     | Sportivo Iteño      | Bernabé Pedrozo              | 16 de julio | 15:00    |
| Presidente Hayes        | 0 - 1     | Cristóbal Colón JAS | Coronel Félix Cabrera        | 16 de julio | 15:00    |
| 3 de Noviembre          | 3 - 3     | Atlético Tembetary  | Dr. Rubén Ramírez            | 16 de julio | 15:00    |
| 29 de Setiembre         | 1 - 2     | Cristóbal Colón (Ñ) | Jardines del Kelito          | 17 de julio | 10:00    |
| Libre: 3 de Febrero FBC |           |                     |                              |             |          |

### Segunda vuelta
| Fecha 18              | Fecha 18  | Fecha 18            | Fecha 18                     | Fecha 18    | Fecha 18 |
| Local                 | Resultado | Visitante           | Estadio                      | Día         | Hora     |
| --------------------- | --------- | ------------------- | ---------------------------- | ----------- | -------- |
| General Díaz          | 3 - 2     | Cristóbal Colón (Ñ) | General Adrián Jara          | 29 de julio | 15:00    |
| 3 de Febrero FBC      | 2 - 1     | Atlántida           | 3 de Febrero                 | 29 de julio | 15:00    |
| Sportivo Limpeño      | 0 - 1     | Cristóbal Colón JAS | Optaciano Gómez Rivas        | 29 de julio | 15:00    |
| Benjamín Aceval       | 3 - 0     | Deportivo Humaitá   | Isidro Roussillón Pascottini | 29 de julio | 16:30    |
| 29 de Setiembre       | 2 - 1     | Sportivo Iteño      | Salustiano Zaracho           | 30 de julio | 10:00    |
| Presidente Hayes      | 1 - 2     | Atlético Tembetary  | Coronel Félix Cabrera        | 30 de julio | 15:00    |
| Silvio Pettirossi     | 2 - 0     | Deportivo Capiatá   | Bernabé Pedrozo              | 30 de julio | 15:00    |
| Olimpia (Itá)         | 1 - 2     | River Plate         | Presbítero Manuel Gamarra    | 31 de julio | 10:00    |
| Libre: 3 de Noviembre |           |                     |                              |             |          |

| Fecha 19            | Fecha 19  | Fecha 19          | Fecha 19                | Fecha 19    | Fecha 19 |
| Local               | Resultado | Visitante         | Estadio                 | Día         | Hora     |
| ------------------- | --------- | ----------------- | ----------------------- | ----------- | -------- |
| River Plate         | 1 - 2     | Silvio Pettirossi | Jardines del Kelito     | 5 de agosto | 15:00    |
| Atlético Tembetary  | 3 - 1     | Sportivo Limpeño  | Complejo Tembetary      | 5 de agosto | 15:00    |
| 3 de Noviembre      | 1 - 1     | Presidente Hayes  | Dr. Rubén Ramírez       | 5 de agosto | 15:00    |
| Cristóbal Colón JAS | 3 - 1     | Benjamín Aceval   | Herminio Ricardo        | 6 de agosto | 10:00    |
| Deportivo Humaitá   | 1 - 2     | Olimpia (Itá)     | Pioneros de Corumba Cué | 6 de agosto |          |
| Cristóbal Colón (Ñ) | 1 - 2     | 3 de Febrero FBC  | Pablo Patricio Bogarín  | 6 de agosto |          |
| Sportivo Iteño      | 1 - 1     | General Díaz      | Salvador Morga          | 6 de agosto |          |
| Deportivo Capiatá   | 1 - 0     | 29 de Setiembre   | Erico Galeano           | 7 de agosto | 10:00    |
| Libre: Atlántida    |           |                   |                         |             |          |

| Fecha 20                | Fecha 20  | Fecha 20            | Fecha 20                     | Fecha 20     | Fecha 20 |
| Local                   | Resultado | Visitante           | Estadio                      | Día          | Hora     |
| ----------------------- | --------- | ------------------- | ---------------------------- | ------------ | -------- |
| Benjamín Aceval         | 1 - 1     | Atlético Tembetary  | Isidro Roussillón Pascottini | 11 de agosto | 10:00    |
| General Díaz            | 1 - 0     | Deportivo Capiatá   | General Adrián Jara          | 12 de agosto | 10:00    |
| Sportivo Limpeño        | 1 - 2     | 3 de Noviembre      | Optaciano Gómez Rivas        | 12 de agosto | 15:00    |
| Olimpia (Itá)           | 1 - 1     | Cristóbal Colón JAS | Presbítero Manuel Gamarra    | 12 de agosto | 15:00    |
| 3 de Febrero FBC        | 2 - 1     | Sportivo Iteño      | 3 de Febrero                 | 12 de agosto | 15:00    |
| Silvio Pettirossi       | 2 - 1     | Deportivo Humaitá   | Bernabé Pedrozo              | 13 de agosto | 15:00    |
| 29 de Setiembre         | 0 - 3     | River Plate         | Salustiano Zaracho           | 13 de agosto | 15:00    |
| Atlántida               | 6 - 1     | Cristóbal Colón (Ñ) | Juan B. Ruiz Díaz            | 13 de agosto | 15:00    |
| Libre: Presidente Hayes |           |                     |                              |              |          |

| Fecha 21                   | Fecha 21  | Fecha 21          | Fecha 21              | Fecha 21     | Fecha 21 |
| Local                      | Resultado | Visitante         | Estadio               | Día          | Hora     |
| -------------------------- | --------- | ----------------- | --------------------- | ------------ | -------- |
| Atlético Tembetary         | 1 - 0     | Olimpia (Itá)     | Complejo Tembetary    | 19 de agosto | 15:00    |
| River Plate                | 0 - 0     | General Díaz      | Jardines del Kelito   | 19 de agosto | 15:00    |
| Deportivo Capiatá          | 4 - 0     | 3 de Febrero FBC  | Erico Galeano         | 19 de agosto | 15:00    |
| 3 de Noviembre             | 1 - 0     | Benjamín Aceval   | Dr. Rubén Ramírez     | 19 de agosto | 15:00    |
| Sportivo Iteño             | 1 - 1     | Atlántida         | Salvador Morga        | 20 de agosto | 10:00    |
| Cristóbal Colón JAS        | 3 - 0     | Silvio Pettirossi | Herminio Ricardo      | 20 de agosto | 15:00    |
| Presidente Hayes           | 2 - 2     | Sportivo Limpeño  | Coronel Félix Cabrera | 20 de agosto | 15:00    |
| Deportivo Humaitá          | 1 - 3     | 29 de Setiembre   | Ricardo Gregor        | 21 de agosto | 10:00    |
| Libre: Cristóbal Colón (Ñ) |           |                   |                       |              |          |

| Fecha 22                | Fecha 22  | Fecha 22            | Fecha 22                     | Fecha 22     | Fecha 22 |
| Local                   | Resultado | Visitante           | Estadio                      | Día          | Hora     |
| ----------------------- | --------- | ------------------- | ---------------------------- | ------------ | -------- |
| Atlántida               | 2 - 2     | Deportivo Capiatá   | Jardines del Kelito          | 25 de agosto | 10:00    |
| General Díaz            | 4 - 2     | Deportivo Humaitá   | Ricardo Gregor               | 25 de agosto | 15:00    |
| Benjamín Aceval         | 0 - 0     | Presidente Hayes    | Isidro Roussillón Pascottini | 25 de agosto | 18:00    |
| 29 de Setiembre         | 1 - 2     | Cristóbal Colón JAS | Salustiano Zaracho           | 26 de agosto | 10:00    |
| Olimpia (Itá)           | 3 - 0     | 3 de Noviembre      | Presbítero Manuel Gamarra    | 26 de agosto | 15:00    |
| 3 de Febrero FBC        | 2 - 1     | River Plate         | 3 de Febrero                 | 26 de agosto | 15:00    |
| Cristóbal Colón (Ñ)     | 0 - 1     | Sportivo Iteño      | Pablo Patricio Bogarín       | 26 de agosto | 15:00    |
| Silvio Pettirossi       | 0 - 5     | Atlético Tembetary  | Bernabé Pedrozo              | 27 de agosto | 15:00    |
| Libre: Sportivo Limpeño |           |                     |                              |              |          |

| Fecha 23              | Fecha 23  | Fecha 23            | Fecha 23                | Fecha 23     | Fecha 23 |
| Local                 | Resultado | Visitante           | Estadio                 | Día          | Hora     |
| --------------------- | --------- | ------------------- | ----------------------- | ------------ | -------- |
| Deportivo Capiatá     | 0 - 1     | Cristóbal Colón (Ñ) | Erico Galeano           | 30 de agosto | 15:00    |
| River Plate           | 0 - 0     | Atlántida           | Jardines del Kelito     | 30 de agosto | 15:00    |
| Deportivo Humaitá     | 1 - 0     | 3 de Febrero FBC    | Pioneros de Corumba Cué | 30 de agosto | 15:00    |
| Cristóbal Colón JAS   | 4 - 0     | General Díaz        | Herminio Ricardo        | 30 de agosto | 15:00    |
| Atlético Tembetary    | 1 - 0     | 29 de Setiembre     | Complejo Tembetary      | 30 de agosto | 15:00    |
| 3 de Noviembre        | 4 - 2     | Silvio Pettirossi   | Dr. Rubén Ramírez       | 30 de agosto | 15:00    |
| Presidente Hayes      | 0 - 2     | Olimpia (Itá)       | Coronel Félix Cabrera   | 30 de agosto | 15:00    |
| Sportivo Limpeño      | 0 - 1     | Benjamín Aceval     | Optaciano Gómez Rivas   | 30 de agosto | 15:00    |
| Libre: Sportivo Iteño |           |                     |                         |              |          |

| Fecha 24               | Fecha 24  | Fecha 24            | Fecha 24                  | Fecha 24        | Fecha 24 |
| Local                  | Resultado | Visitante           | Estadio                   | Día             | Hora     |
| ---------------------- | --------- | ------------------- | ------------------------- | --------------- | -------- |
| Olimpia (Itá)          | 1 - 1     | Sportivo Limpeño    | Presbítero Manuel Gamarra | 2 de septiembre | 15:00    |
| 3 de Febrero FBC       | 1 - 3     | Cristóbal Colón JAS | 3 de Febrero              | 2 de septiembre | 15:00    |
| Sportivo Iteño         | 0 - 1     | Deportivo Capiatá   | Salvador Morga            | 2 de septiembre | 15:00    |
| Silvio Pettirossi      | 3 - 3     | Presidente Hayes    | Bernabé Pedrozo           | 3 de septiembre | 15:00    |
| 29 de Setiembre        | 0 - 0     | 3 de Noviembre      | Salustiano Zaracho        | 3 de septiembre | 15:00    |
| Atlántida              | 1 - 1     | Deportivo Humaitá   | Juan B. Ruiz Díaz         | 3 de septiembre | 15:00    |
| Cristóbal Colón (Ñ)    | 2 - 6     | River Plate         | Pablo Patricio Bogarín    | 3 de septiembre | 15:00    |
| General Díaz           | 2 - 3     | Atlético Tembetary  | General Adrián Jara       | 4 de septiembre | 10:00    |
| Libre: Benjamín Aceval |           |                     |                           |                 |          |

| Fecha 25                 | Fecha 25  | Fecha 25            | Fecha 25                     | Fecha 25         | Fecha 25 |
| Local                    | Resultado | Visitante           | Estadio                      | Día              | Hora     |
| ------------------------ | --------- | ------------------- | ---------------------------- | ---------------- | -------- |
| Cristóbal Colón JAS      | 1 - 0     | Atlántida           | Herminio Ricardo             | 8 de septiembre  | 10:00    |
| Sportivo Limpeño         | 1 - 1     | Silvio Pettirossi   | Optaciano Gómez Rivas        | 9 de septiembre  | 15:00    |
| Atlético Tembetary       | 1 - 0     | 3 de Febrero FBC    | Complejo Tembetary           | 9 de septiembre  | 15:00    |
| Benjamín Aceval          | 5 - 3     | Olimpia (Itá)       | Isidro Roussillon Pascottini | 9 de septiembre  | 16:30    |
| River Plate              | 1 - 1     | Sportivo Iteño      | Jardines del Kelito          | 10 de septiembre | 15:00    |
| Deportivo Humaitá        | 0 - 0     | Cristóbal Colón (Ñ) | Pioneros de Corumba Cué      | 10 de septiembre | 15:00    |
| 3 de Noviembre           | 1 - 1     | General Díaz        | Dr. Rubén Ramírez            | 10 de septiembre | 15:00    |
| Presidente Hayes         | 3 - 0     | 29 de Setiembre     | Coronel Félix Cabrera        | 10 de septiembre | 15:00    |
| Libre: Deportivo Capiatá |           |                     |                              |                  |          |

| Fecha 26             | Fecha 26  | Fecha 26            | Fecha 26                  | Fecha 26         | Fecha 26 |
| Local                | Resultado | Visitante           | Estadio                   | Día              | Hora     |
| -------------------- | --------- | ------------------- | ------------------------- | ---------------- | -------- |
| Deportivo Capiatá    | 1 - 2     | River Plate         | Erico Galeano             | 16 de septiembre | 10:00    |
| General Díaz         | 0 - 2     | Presidente Hayes    | General Adrián Jara       | 16 de septiembre | 10:00    |
| Silvio Pettirossi    | 3 - 2     | Benjamín Aceval     | Bernabé Pedrozo           | 16 de septiembre | 15:00    |
| Atlántida            | 3 - 2     | Atlético Tembetary  | Juan B. Ruiz Díaz         | 16 de septiembre | 15:00    |
| Cristóbal Colón (Ñ)  | 0 - 4     | Cristóbal Colón JAS | Pablo Patricio Bogarín    | 16 de septiembre | 15:00    |
| 29 de Setiembre      | 1 - 0     | Sportivo Limpeño    | Salustiano Zaracho        | 17 de septiembre | 15:00    |
| 3 de Febrero FBC     | 2 - 1     | 3 de Noviembre      | 3 de Febrero              | 17 de septiembre | 15:00    |
| Sportivo Iteño       | 1 - 3     | Deportivo Humaitá   | Presbítero Manuel Gamarra | 18 de septiembre | 10:00    |
| Libre: Olimpia (Itá) |           |                     |                           |                  |          |

| Fecha 27            | Fecha 27  | Fecha 27            | Fecha 27                     | Fecha 27         | Fecha 27 |
| Local               | Resultado | Visitante           | Estadio                      | Día              | Hora     |
| ------------------- | --------- | ------------------- | ---------------------------- | ---------------- | -------- |
| Olimpia (Itá)       | 2 - 3     | Silvio Pettirossi   | Presbítero Manuel Gamarra    | 22 de septiembre | 10:00    |
| Benjamín Aceval     | 5 - 0     | 29 de Setiembre     | Isidro Roussillón Pascottini | 23 de septiembre | 17:30    |
| Atlético Tembetary  | 5 - 2     | Cristóbal Colón (Ñ) | Complejo Tembetary           | 24 de septiembre | 8:00     |
| 3 de Noviembre      | 1 - 2     | Atlántida           | Dr. Rubén Ramírez            | 24 de septiembre | 8:00     |
| Sportivo Limpeño    | 1 - 0     | General Díaz        | Optaciano Gómez Rivas        | 24 de septiembre | 8:00     |
| Deportivo Humaitá   | 0 - 1     | Deportivo Capiatá   | Pioneros de Corumba Cué      | 24 de septiembre | 8:00     |
| Cristóbal Colón JAS | 0 - 0     | Sportivo Iteño      | Herminio Ricardo             | 24 de septiembre | 8:00     |
| Presidente Hayes    | 0 - 0     | 3 de Febrero FBC    | Coronel Félix Cabrera        | 24 de septiembre | 8:00     |
| Libre: River Plate  |           |                     |                              |                  |          |

| Fecha 28                 | Fecha 28  | Fecha 28            | Fecha 28               | Fecha 28         | Fecha 28 |
| Local                    | Resultado | Visitante           | Estadio                | Día              | Hora     |
| ------------------------ | --------- | ------------------- | ---------------------- | ---------------- | -------- |
| Deportivo Capiatá        | 0 - 2     | Cristóbal Colón JAS | Erico Galeano          | 29 de septiembre | 8:00     |
| River Plate              | 2 - 1     | Deportivo Humaitá   | Jardines del Kelito    | 29 de septiembre | 8:00     |
| 29 de Setiembre          | 0 - 5     | Olimpia (Itá)       | Salustiano Zaracho     | 29 de septiembre | 8:00     |
| General Díaz             | 1 - 5     | Benjamín Aceval     | General Adrián Jara    | 29 de septiembre | 17:00    |
| Atlántida                | 2 - 0     | Presidente Hayes    | Juan B. Ruiz Díaz      | 30 de septiembre | 8:00     |
| Sportivo Iteño           | 0 - 1     | Atlético Tembetary  | Salvador Morga         | 30 de septiembre | 8:00     |
| Cristóbal Colón (Ñ)      | 0 - 3     | 3 de Noviembre      | Pablo Patricio Bogarín | 1 de octubre     | 8:00     |
| 3 de Febrero FBC         | 2 - 1     | Sportivo Limpeño    | 3 de Febrero           | 1 de octubre     | 17:00    |
| Libre: Silvio Pettirossi |           |                     |                        |                  |          |

| Fecha 29                 | Fecha 29  | Fecha 29            | Fecha 29                     | Fecha 29     | Fecha 29 |
| Local                    | Resultado | Visitante           | Estadio                      | Día          | Hora     |
| ------------------------ | --------- | ------------------- | ---------------------------- | ------------ | -------- |
| Cristóbal Colón JAS      | 2 - 2     | River Plate         | Herminio Ricardo             | 4 de octubre | 9:00     |
| Atlético Tembetary       | 3 - 0     | Deportivo Capiatá   | Complejo Tembetary           | 4 de octubre | 9:00     |
| 3 de Noviembre           | 1 - 3     | Sportivo Iteño      | Dr. Rubén Ramírez            | 4 de octubre | 9:00     |
| Sportivo Limpeño         | 2 - 0     | Atlántida           | Optaciano Gómez Rivas        | 4 de octubre | 9:00     |
| Olimpia (Itá)            | 0 - 1     | General Díaz        | Presbítero Manuel Gamarra    | 4 de octubre | 9:00     |
| Silvio Pettirossi        | 2 - 0     | 29 de Setiembre     | Bernabé Pedrozo              | 4 de octubre | 9:00     |
| Presidente Hayes         | 0 - 2     | Cristóbal Colón (Ñ) | Coronel Félix Cabrera        | 4 de octubre | 17:00    |
| Benjamín Aceval          | 4 - 1     | 3 de Febrero FBC    | Isidro Roussillón Pascottini | 4 de octubre | 19:00    |
| Libre: Deportivo Humaitá |           |                     |                              |              |          |

| Fecha 30               | Fecha 30  | Fecha 30            | Fecha 30                | Fecha 30     | Fecha 30 |
| Local                  | Resultado | Visitante           | Estadio                 | Día          | Hora     |
| ---------------------- | --------- | ------------------- | ----------------------- | ------------ | -------- |
| General Díaz           | 4 - 1     | Silvio Pettirossi   | General Adrián Jara     | 7 de octubre | 9:00     |
| Deportivo Capiatá      | 2 - 1     | 3 de Noviembre      | Erico Galeano           | 7 de octubre | 9:00     |
| Deportivo Humaitá      | 1 - 0     | Cristóbal Colón JAS | Pioneros de Corumba Cué | 7 de octubre | 9:00     |
| Cristóbal Colón (Ñ)    | 1 - 3     | Sportivo Limpeño    | Pablo Patricio Bogarín  | 7 de octubre | 17:00    |
| Atlántida              | 1 - 1     | Benjamín Aceval     | Juan B. Ruiz Díaz       | 8 de octubre | 9:00     |
| Sportivo Iteño         | 5 - 1     | Presidente Hayes    | Salvador Morga          | 8 de octubre | 9:00     |
| 3 de Febrero FBC       | 4 - 0     | Olimpia (Itá)       | 3 de Febrero            | 8 de octubre | 17:00    |
| River Plate            | 2 - 0     | Atlético Tembetary  | Jardines del Kelito     | 9 de octubre | 9:00     |
| Libre: 29 de Setiembre |           |                     |                         |              |          |

| Fecha 31                   | Fecha 31  | Fecha 31            | Fecha 31                     | Fecha 31      | Fecha 31 |
| Local                      | Resultado | Visitante           | Estadio                      | Día           | Hora     |
| -------------------------- | --------- | ------------------- | ---------------------------- | ------------- | -------- |
| Presidente Hayes           | 0 - 1     | Deportivo Capiatá   | Coronel Félix Cabrera        | 13 de octubre | 17:00    |
| Atlético Tembetary         | 2 - 1     | Deportivo Humaitá   | Ricardo Gregor               | 14 de octubre | 9:00     |
| 3 de Noviembre             | 2 - 2     | River Plate         | Dr. Rubén Ramírez            | 14 de octubre | 9:00     |
| Sportivo Limpeño           | 3 - 4     | Sportivo Iteño      | Optaciano Gómez Rivas        | 14 de octubre | 9:00     |
| Silvio Pettirossi          | 1 - 3     | 3 de Febrero FBC    | Bernabé Pedrozo              | 14 de octubre | 9:00     |
| 29 de Setiembre            | 1 - 0     | General Díaz        | Salustiano Zaracho           | 14 de octubre | 9:00     |
| Benjamín Aceval            | 4 - 0     | Cristóbal Colón (Ñ) | Isidro Roussillón Pascottini | 14 de octubre | 19:00    |
| Olimpia (Itá)              | 1 - 0     | Atlántida           | Presbítero Manuel Gamarra    | 15 de octubre | 9:00     |
| Libre: Cristóbal Colón JAS |           |                     |                              |               |          |

| Fecha 32            | Fecha 32  | Fecha 32               | Fecha 32                | Fecha 32      | Fecha 32 |
| Local               | Resultado | Visitante              | Estadio                 | Día           | Hora     |
| ------------------- | --------- | ---------------------- | ----------------------- | ------------- | -------- |
| 3 de Febrero FBC    | 1 - 1     | 29 de Setiembre        | 3 de Febrero            | 21 de octubre | 9:00     |
| Atlántida           | 1 - 2     | Silvio Pettirossi      | Juan B. Ruiz Díaz       | 21 de octubre | 9:00     |
| Cristóbal Colón (Ñ) | 3 - 2     | Olimpia (Itá)          | Pablo Patricio Bogarín  | 21 de octubre | 9:00     |
| Sportivo Iteño      | 0 - 2     | Benjamín Aceval        | Salvador Morga          | 21 de octubre | 9:00     |
| Deportivo Capiatá   | 0 - 3     | Sportivo Limpeño       | Erico Galeano           | 21 de octubre | 9:00     |
| Deportivo Humaitá   | 1 - 2     | 3 de Noviembre         | Pioneros de Corumba Cué | 21 de octubre | 9:00     |
| River Plate         | 4 - 1     | Presidente Hayes       | Jardines del Kelito     | 22 de octubre | 9:00     |
| Cristóbal Colón JAS | 0 - 1     | Atlético Tembetary (C) | Herminio Ricardo        | 22 de octubre | 9:00     |
| Libre: General Díaz |           |                        |                         |               |          |

| Fecha 33                  | Fecha 33  | Fecha 33            | Fecha 33                     | Fecha 33      | Fecha 33 |
| Local                     | Resultado | Visitante           | Estadio                      | Día           | Hora     |
| ------------------------- | --------- | ------------------- | ---------------------------- | ------------- | -------- |
| Silvio Pettirossi         | 0 - 0     | Cristóbal Colón (Ñ) | Bernabé Pedrozo              | 27 de octubre | 9:00     |
| General Díaz              | 1 - 2     | 3 de Febrero FBC    | General Adrián Jara          | 27 de octubre | 9:00     |
| Presidente Hayes          | 2 - 1     | Deportivo Humaitá   | Coronel Félix Cabrera        | 27 de octubre | 17:00    |
| 3 de Noviembre            | 1 - 2     | Cristóbal Colón JAS | Jardines del Kelito          | 28 de octubre | 9:00     |
| Sportivo Limpeño          | 0 - 3     | River Plate         | Optaciano Gómez Rivas        | 28 de octubre | 9:00     |
| 29 de Setiembre           | 0 - 1     | Atlántida           | Salustiano Zaracho           | 28 de octubre | 9:00     |
| Benjamín Aceval           | 5 - 1     | Deportivo Capiatá   | Isidro Roussillón Pascottini | 28 de octubre | 19:00    |
| Olimpia (Itá)             | 1 - 2     | Sportivo Iteño      | Presbítero Manuel Gamarra    | 29 de octubre | 9:00     |
| Libre: Atlético Tembetary |           |                     |                              |               |          |

| Fecha 34                | Fecha 34  | Fecha 34          | Fecha 34                | Fecha 34       | Fecha 34 |
| Local                   | Resultado | Visitante         | Estadio                 | Día            | Hora     |
| ----------------------- | --------- | ----------------- | ----------------------- | -------------- | -------- |
| Cristóbal Colón (Ñ)     | 2 - 1     | 29 de Setiembre   | Pablo Patricio Bogarín  | 1 de noviembre | 9:00     |
| Deportivo Humaitá       | 1 - 0     | Sportivo Limpeño  | Pioneros de Corumba Cué | 1 de noviembre | 9:00     |
| Deportivo Capiatá       | 0 - 1     | Olimpia (Itá)     | Erico Galeano           | 1 de noviembre | 9:00     |
| Sportivo Iteño          | 2 - 2     | Silvio Pettirossi | Salvador Morga          | 4 de noviembre | 9:00     |
| Atlántida               | 2 - 2     | General Díaz      | Juan B. Ruiz Díaz       | 4 de noviembre | 9:00     |
| River Plate             | 0 - 5     | Benjamín Aceval   | Jardines del Kelito     | 4 de noviembre | 9:00     |
| Atlético Tembetary      | 0 - 3     | 3 de Noviembre    | Luis Alfonso Giagni     | 4 de noviembre | 9:00     |
| Cristóbal Colón JAS     | 1 - 0     | Presidente Hayes  | Herminio Ricardo        | 5 de noviembre | 17:00    |
| Libre: 3 de Febrero FBC |           |                   |                         |                |          |

### Resultados
| Local \ Visitante   | CAP | GDZ | TEM | CCJ | HAY | OLI | 29S | CCÑ | CSP | LIM | ITE | RIV | ATL | 3NO | 3FR | DBJ | HUM |
| ------------------- | --- | --- | --- | --- | --- | --- | --- | --- | --- | --- | --- | --- | --- | --- | --- | --- | --- |
| Deportivo Capiatá   |     | 0–2 | 0–0 | 0–2 | 1–0 | 0–1 | 1–0 | 0–1 | 3–2 | 0–3 | 1–1 | 1–2 | 0–2 | 2–1 | 4–0 | 1–0 | 1–0 |
| General Díaz        | 1–0 |     | 2–3 | 2–4 | 0–2 | 1–1 | 3–2 | 3–2 | 4–1 | 2–1 | 2–1 | 1–2 | 2–0 | 1–0 | 1–2 | 1–5 | 4–2 |
| Atlético Tembetary  | 3–0 | 2–1 |     | 2–1 | 3–0 | 1–0 | 1–0 | 5–2 | 3–2 | 3–1 | 2–1 | 1–1 | 0–0 | 0–3 | 1–0 | 2–1 | 2–1 |
| Cristóbal Colón JAS | 1–2 | 4–0 | 0–1 |     | 1–0 | 1–0 | 3–1 | 0–1 | 3–0 | 3–1 | 0–0 | 2–2 | 1–0 | 6–2 | 2–1 | 3–1 | 3–0 |
| Presidente Hayes    | 0–1 | 2–3 | 1–2 | 0–1 |     | 0–2 | 3–0 | 0–2 | 1–0 | 2–2 | 4–2 | 1–1 | 2–2 | 2–2 | 0–0 | 0–0 | 2–1 |
| Olimpia (Itá)       | 1–1 | 0–1 | 2–1 | 1–1 | 3–1 |     | 2–1 | 1–1 | 2–3 | 1–1 | 1–2 | 1–2 | 1–0 | 3–0 | 1–2 | 2–2 | 2–3 |
| 29 de Setiembre     | 1–1 | 1–0 | 1–3 | 1–2 | 1–3 | 0–5 |     | 1–2 | 1–3 | 1–0 | 2–1 | 0–3 | 0–1 | 0–0 | 0–0 | 2–1 | 1–0 |
| Cristóbal Colón (Ñ) | 2–3 | 2–3 | 0–3 | 0–4 | 2–4 | 3–2 | 2–1 |     | 2–2 | 1–3 | 0–1 | 2–6 | 2–1 | 0–3 | 1–2 | 2–3 | 3–3 |
| Silvio Pettirossi   | 2–0 | 2–1 | 0–5 | 1–1 | 3–3 | 2–0 | 2–0 | 0–0 |     | 0–0 | 4–1 | 2–0 | 1–1 | 2–2 | 1–3 | 3–2 | 2–1 |
| Sportivo Limpeño    | 3–2 | 1–0 | 1–0 | 0–1 | 1–1 | 4–1 | 0–0 | 0–0 | 1–1 |     | 3–4 | 0–3 | 2–0 | 1–2 | 4–1 | 3–1 | 2–1 |
| Sportivo Iteño      | 0–1 | 1–1 | 0–1 | 1–3 | 5–1 | 0–3 | 1–2 | 1–3 | 2–2 | 1–3 |     | 1–3 | 1–1 | 0–4 | 2–0 | 0–2 | 1–3 |
| River Plate         | 1–0 | 0–0 | 2–0 | 0–0 | 4–1 | 2–4 | 1–0 | 2–1 | 1–2 | 2–1 | 1–1 |     | 0–0 | 1–0 | 2–1 | 0–5 | 2–1 |
| Atlántida           | 2–2 | 2–2 | 3–2 | 1–1 | 2–0 | 1–2 | 1–0 | 6–1 | 1–2 | 4–2 | 1–1 | 1–1 |     | 0–2 | 1–1 | 1–1 | 1–1 |
| 3 de Noviembre      | 1–4 | 1–1 | 3–3 | 1–2 | 1–1 | 5–4 | 3–1 | 3–2 | 4–2 | 3–4 | 1–3 | 2–2 | 1–2 |     | 1–0 | 1–0 | 3–1 |
| 3 de Febrero FBC    | 2–2 | 1–2 | 2–6 | 1–3 | 0–0 | 4–0 | 1–1 | 2–2 | 1–2 | 2–1 | 2–1 | 2–1 | 2–1 | 2–1 |     | 0–1 | 2–2 |
| Benjamín Aceval     | 5–1 | 2–0 | 1–1 | 1–1 | 0–0 | 5–3 | 5–0 | 4–0 | 3–1 | 1–1 | 1–2 | 1–0 | 2–0 | 3–3 | 4–1 |     | 3–0 |
| Deportivo Humaitá   | 0–1 | 1–2 | 2–1 | 1–0 | 0–1 | 1–2 | 1–3 | 0–0 | 3–0 | 1–0 | 2–2 | 1–2 | 0–2 | 1–2 | 1–0 | 0–5 |     |

## Puntaje promedio
El promedio de puntos de un club es el cociente que se obtiene de la división de su puntaje acumulado en las últimas tres temporadas en la división, por la cantidad de partidos que haya jugado durante dicho período. Este determina, al final de cada temporada, a los equipos que descenderán a la Primera División C.
| Pos. | Equipo              | Prom. | Pts. | PJ | '21 | '22 | '23 |
| ---- | ------------------- | ----- | ---- | -- | --- | --- | --- |
| 1º   | River Plate         | 1.875 | 60   | 32 | -   | -   | 60  |
| 2º   | Atlético Tembetary  | 1.872 | 176  | 94 | 49  | 59  | 68  |
| 3º   | Benjamín Aceval     | 1.844 | 59   | 32 | -   | -   | 59  |
| 4º   | Cristóbal Colón JAS | 1.649 | 155  | 94 | 53  | 35  | 67  |
| 5º   | General Díaz        | 1.609 | 103  | 64 | -   | 53  | 50  |
| 6º   | Deportivo Capiatá   | 1.547 | 99   | 64 | -   | 54  | 45  |
| 7º   | 3 de Noviembre      | 1.500 | 141  | 94 | 36  | 58  | 47  |
| 8º   | Atlántida           | 1.415 | 133  | 94 | 32  | 61  | 40  |
| 9º   | Silvio Pettirossi   | 1.359 | 87   | 64 | -   | 39  | 48  |
| 10º  | Presidente Hayes    | 1.319 | 124  | 94 | 43  | 46  | 35  |
| 11º  | Olimpia (Itá)       | 1.245 | 117  | 94 | 39  | 36  | 42  |
| 12º  | Cristóbal Colón (Ñ) | 1.160 | 109  | 94 | 41  | 37  | 31  |
| 13º  | 29 de Septiembre    | 1.149 | 108  | 94 | 45  | 37  | 26  |
| 14º  | 3 de Febrero FBC    | 1.053 | 99   | 94 | 33  | 28  | 38  |
| 15º  | Sportivo Limpeño    | 1.021 | 96   | 94 | 38  | 17  | 41  |
| 16º  | Sportivo Iteño      | 0.906 | 29   | 32 | -   | -   | 29  |
| 17º  | Deportivo Humaitá   | 0.813 | 26   | 32 | -   | -   | 26  |

     Descendidos a la Primera División C.

## Repechaje por el ascenso
El subcampeón del campeonato disputará partidos de ida y vuelta contra el campeón de la Primera División B Nacional por un cupo de ascenso a la Segunda División.
| Ida; 22 de noviembre | 12 de Junio | 0:0     | Cristóbal Colón JAS | Estadio Defensores del Chaco, Asunción                   |                                                          |
| 19:30                |             | Reporte |                     | Árbitro(s): Carlos Paul Benítez VAR: Mario Díaz de Vivar | Árbitro(s): Carlos Paul Benítez VAR: Mario Díaz de Vivar |

| Vuelta; 26 de noviembre | Cristóbal Colón JAS                                                                | 0:0 (4:5 p.)               | 12 de Junio                                                                                      | Estadio Defensores del Chaco, Asunción               |                                                      |
| 18:00                   |                                                                                    | Reporte                    |                                                                                                  | Árbitro(s): Juan Gabriel Benítez VAR: Fernando López | Árbitro(s): Juan Gabriel Benítez VAR: Fernando López |
|                         |                                                                                    | Tiros desde el punto penal |                                                                                                  |                                                      |                                                      |
|                         | Luis Matto · Hugo Oviedo · Walter Núñez · Estiven Pérez · Diego Arias · Alex Ayala |                            | Freddy Coronel · Jesús Asta · César Ayala · Daniel Valdvinos · Marcial Núñez · Guillermo Beltrán |                                                      |                                                      |

## Goleadores
| Pos. | Jugador         | Club                | Goles |
| ---- | --------------- | ------------------- | ----- |
| 1    | Nery Castro     | Benjamín Aceval     | 20    |
| 2    | Pedro González  | Benjamín Aceval     | 18    |
| 3    | Estiven Pérez   | Cristóbal Colón JAS | 18    |
| 4    | Juan Roa        | Atlético Tembetary  | 18    |
| 5    | Gustavo Benítez | Olimpia (Itá)       | 13    |
| 6    | Fabio Mendieta  | Silvio Pettirossi   | 13    |
| 7    | Kevin Quiñónez  | Benjamín Aceval     | 12    |
| 8    | César Alonso    | Cristóbal Colón JAS | 12    |
| 9    | Víctor Velazco  | Atlético Tembetary  | 12    |
| 10   | Osvaldo Romero  | River Plate         | 12    |
| 11   | Luis Torres     | General Díaz        | 11    |
| 12   | Aldo Torres     | 3 de Noviembre      | 10    |
| 13   | Hugo López      | Deportivo Capiatá   | 10    |
| 14   | Ramiro Bernal   | General Díaz        | 10    |
| 15   | Ignacio Cáceres | Sportivo Limpeño    | 10    |